# Giulio Giustiniani
Giulio Giustiniani (Firenze, 25 luglio 1952 – Udine, 28 agosto 2022) è stato un giornalista e scrittore italiano.

## Biografia
Dopo essersi formato con gli studi classici prima e in scienze politiche poi, iniziò la sua carriera a La Nazione, diventando successivamente caporedattore centrale nel 1982. Tre anni dopo assunse la vicedirezione de Il Resto del Carlino a Bologna, dove restò fino al 1987. Chiamato da Ugo Stille come caporedattore centrale del Corriere della Sera, divenne vicedirettore del quotidiano di via Solferino nel 1990, con le deleghe per la politica e la cultura. Il 9 giugno 1996 assunse la direzione del Gazzettino di Venezia dove rimase cinque anni. Dal 2002 al 2006 fu direttore del TG LA7 e dal 2006 al 2008 dell'agenzia stampa APCOM.
Giustiniani è morto all'età di 70 anni il 28 agosto 2022 mentre era ricoverato in un ospedale di Udine per una malattia che aveva sviluppato pochi mesi prima.

## Vita privata
Era sposato con Elisabetta Nonino, discendente della famiglia produttrice dell'omonima grappa, con la quale ha avuto tre figlie, Caterina, Costanza e Beatrice. Dal precedente matrimonio con Elisabetta Dentice di Frasso sono nati i figli Giovanni e Niccolò.

## Pubblicazioni
- Il sangue è acqua: il doge, il santo, l'avventuriero, il principe dei Mongoli e altri parenti, Lucca, Pacini Fazzi, 2011, ISBN 978-88-655-0041-5.
- Il denaro è cipria. Avventure e amori del conte Ottavio Sardi, cittadino del '700 prete mancato a Lucca, banchiere a Amsterdam e colono in America, Lucca, Pacini Fazzi, 2022, ISBN 978-88-655-0840-4.

| Controllo di autorità | VIAF (EN) 35736552 · SBN SBLV170407 |